# Дорогобуж (село)
Дорогобу́ж — село у складі Бабинської сільської громади Рівненського району Рівненської області; населення — 663 особи. Вперше згадується в «Правді Ярославичів», а після — в літописі «Повість временних літ» 1084 рік.

## Історична довідка

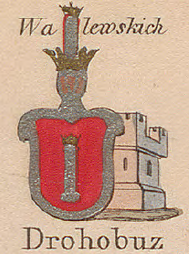
Дорогобуж на мапі Зигмунда Герстмана

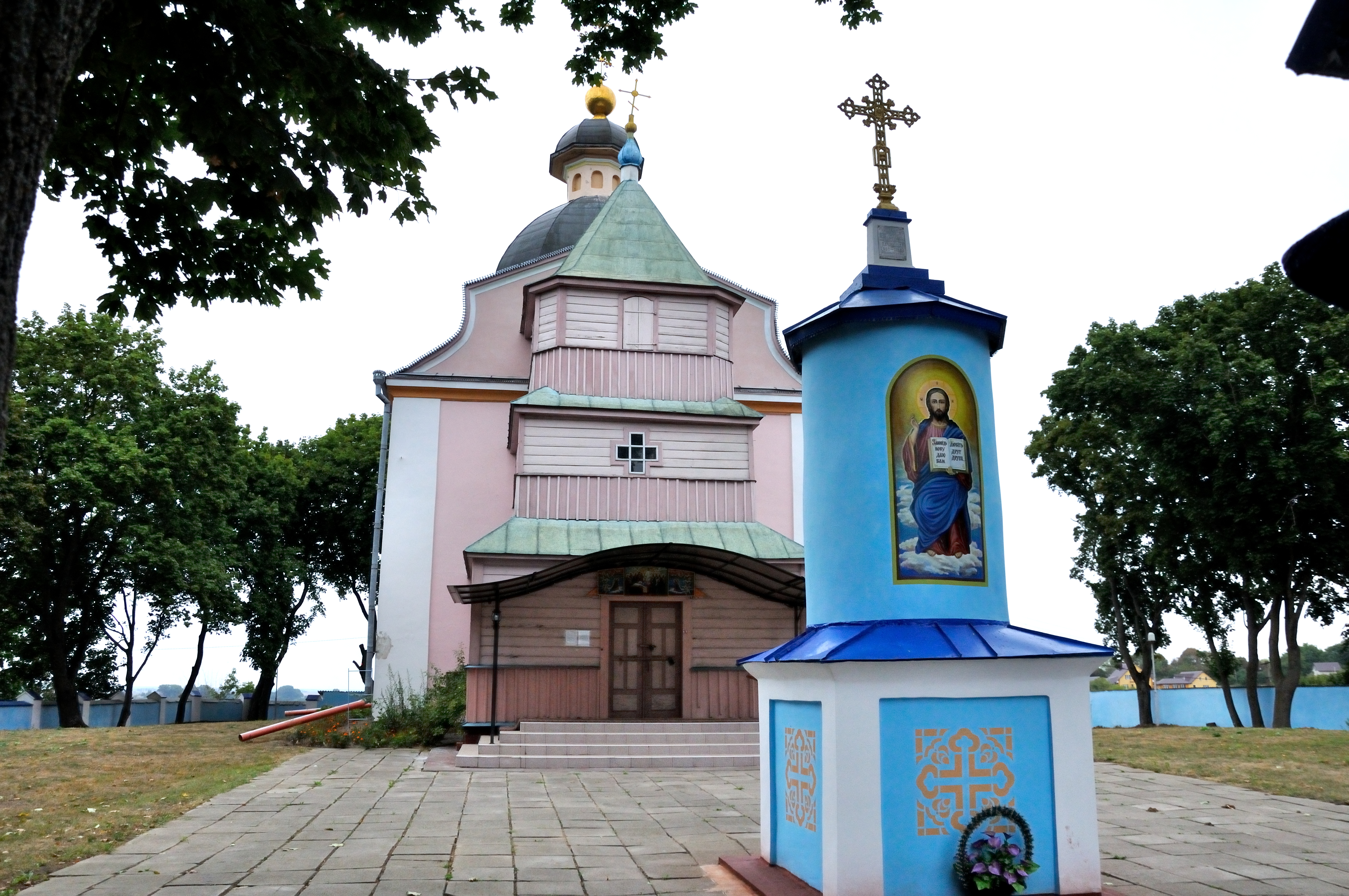
Успенська церква з дзвіницею (зміш.)

Дорогобуж — давньоруське місто на Волині. Вперше згадується у літописі (1084) у зв'язку з тим, що був відданий тоді князеві Давидові Ігоревичу. Після його смерті (1112) Дорогобузьку волость одержав Володимир-Волинський князь Ярослав Святополчич. Потім нею володіли великі київські князі, зокрема Володимир Мстиславович (1150—1154, 1170—1171) до Ізяслава Мстиславича, при якому Дорогобуж мав власних князів, склавши особливе, залежне від Києва, князівство разом з Пересопницею. Згодом туди перемістилася столиця князівства. У кінці XII ст. Дорогобуж перестав бути самостійним уділом й залежав від Шумських, Дубровицьких і Пересопницьких удільних князів. Згодом входив у володіння князів Острозьких, які мали тут замок. Згідно грамоти литовського князя Олександра Волинській землі у 1501 році у Дорогобужі відбувалися ярмарки.

## Населення

### Мова
Розподіл населення за рідною мовою за даними перепису 2001 року:
| Мова       | Кількість | Відсоток |
| ---------- | --------- | -------- |
| українська | 661       | 99.7%    |
| російська  | 2         | 0.3%     |
| Усього     | 663       | 100%     |

## Пам'ятки архітектури (національного значення)
Церква Успіння Пресвятої Богородиці . Історик ХІХ ст. О. А. Фотинський, який був у Дорогобужі у 90-х роках ХІХ ст., зафіксував наявність плінфи у стінах будівлі, яка використовувалась у київському будівництві ХІ-ХІІІ ст. Тому є припущення, що Успенська церква с. Дорогобуж була заснована в ХІ ст. як монастирський храм.
У Тернопільському архіві знайдені матеріали невідомого автора, датовані 1925 р., тобто через 25 років після О. Фотинського, який подає інші вказівки: «Успенська… церква в с. Дорогобуж побудована в давнину, якщо не в ХІ ст., то в ХІІ ст., потім зруйнована і наново відбудована Костянтином Костянтиновичем князем Острозьким біля 1580 року на збереженій… основі».
Під час архітектурно-археологічних досліджень Успенської церкви Г. А. Песковою в 1988 р. були відкриті залишки домонгольської церкви.
Причиною руйнування Успенської церкви міг бути цілий ряд історичних подій. Це могли бути походи золотоординських ханів Куремси (1253—1255, 1257, 1259 рр.); Бурундая (1259—1260 рр.), а також походи кримчаків.
Отже, за думкою більшості дослідників, Успенська церква в Дорогобужі побудована у 70-х роках ХІІ ст. і була першою в зодчестві Русі будівлею одноапсидною, квадратною в плані, із чотирма масивними опорами, які здатні нести високий барабан із куполом, що дозволяє бачити в ній попередницю храмів із баштоподібною композицією, які поширились на Русі на рубежі ХІІ і ХІІІ століть.
У ХVІ ст. доля Дорогобужа була пов'язана з магнатською родиною Острозьких, яка, користуючись підтримкою народу, розгорнула величезну  будівельну діяльність. В результаті були побудовані великі оборонні та культові споруди. Успенська церква — одна з таких пам'яток. Засновником цієї церкви літературні джерела вказують князя К. К. Острозького, однак, не виключено, що монастир існував і до побудови  нової церкви.
Обмежені відомості про побудову Дорогобузької церкви, які викладені в статтях переважно краєзнавчого характеру, подають ще одне датування будівлі церкви — кінець  ХVІІІ ст.
Після прийняття церковної унії Успенський монастир зайняли монахи василіанського ордену. М. Орлович подає у своєму путівнику малоймовірний факт побудови василіанцями церкви в Дорогобужі у класичному стилі, інші автори ХІХ — початку ХХ ст. говорять про перебудову церкви у 1786 р.
У 1892 році, відзначаючи 900-річчя Волинської єпархії, відновленої князем Володимиром Великим, у Дорогобужі перед храмом Успіння Богородиці поставлено величавий циліндричної форми пам'ятник, зверху прикрашений хрестом.
Згодом церква ремонтувалась ще раз у 1936 р., 1950 р. до неї була добудована дерев'яна двоповерхова дзвіниця, яка була з'єднана з головним фасадом церкви.
Існує теорія, що під церквою є городище з підземними ходами, адже у 20-х рр. ХХ ст. там був знайдений скелет людини прикутої до стіни.
Після тривалого періоду запустіння в радянські часи, 25 років тому, 10 листопада 1988 року, зусиллями громади храм відновив богослужіння. А щоб це сталося, люди добивалися, їздили у Москву, Київ. Приміщення церкви, яке майже зруйнувалося, спільними зусиллями людей та держави вдалося відродити. Сьогодні церкву не впізнати. Православна громада з допомогою благодійників і влади утримує і оберігає Свято-Успенський храм як символ духу і
незламності української нації. Проведено ремонт всередині храму, впорядкували зовні, придбали нові дзвони.
У тисячолітній святині — храмі Успіння Пречистої Богородиці — збереглась одна з найстаріших Богородичних ікон, що дійшли до нас крізь віковічні лихоліття ще із Дорогобузького монастиря княжих часів XII століття — одна з рідкісних пам'яток давнього українського малярства, волинської школи іконопису. Благодатна ікона Божої Матері — «Богородиця Одигітрія з Дорогобужа» написана
на полотні, наклеєному на дерев'яну дошку. Мати Божа на ній зображена до пояса, з дитятком Ісусом на лівій руці. У 1769 році ікону заново було прикрашено срібною ризою мистецького карбування. Первісне її походження невідоме, можливо, вона передана сюди з монастиря Преображення Господнього.
З історичних джерел дізнаємося, що образ цей обновлявся 1577 року. Після обновлення домальовано 12 апостолів навкруги Богородиці.

## Пам'ятки
- Городище ХІ-ХІІІ ст.
- Успенська церква XIV—XVI ст.

## Відомі особи
- Василь Попенко (1934) — поет, народився тут.